# Romana
Romana (Romana in sardo) è un comune italiano di 467 abitanti della città metropolitana di Sassari, situato ad un'altezza di 267 metri sul livello del mare. Il paese si trova nella regione del Meilogu.

## Geografia fisica

### Territorio
Il paese è situato su un tavolato formato da rocce vulcaniche e calcaree, e nei dintorni del paese ci sono dei paesaggi carsici, come la grotta Inghiltidolzu nella vicina valle di Santu Giagu. Nel territorio comunale scorre il fiume Temo, che termina in un lago artificiale presso Monteleone.

## Storia
L'area fu abitata fin dall'epoca nuragica, per la presenza sul territorio alcuni nuraghi.
Durante il medioevo appartenne al giudicato di Torres e fece parte della curatoria di Caputabbas. Alla caduta del giudicato (1259) passò sotto il dominio della famiglia genovese dei Doria, e successivamente, intorno al 1350, fu oggetto della conquista aragonese.
Il paese fu incorporato nella contea di Monteleone, feudo dei Brunengo, ai quali fu riscattata nel 1839 con la soppressione del sistema feudale.

### Simboli
Lo stemma e il gonfalone del comune di Romana sono stati concessi con decreto del presidente della Repubblica del 7 dicembre 1964.
La composizione si riferisce all'antica origine di Romana come centro religioso legato alle sorgenti d'acqua. La tradizione vuole che san Lussorio, molto venerato in tutta la Sardegna, sia vissuto per sette anni da eremita nella grotta presso la cui apertura è sorto la chiesa campestre che ne porta il nome.
Il gonfalone è un drappo di azzurro.

## Monumenti e luoghi d'interesse

### Architetture religiose
All'interno del paese vi sono la chiesa parrocchiale Madonna degli Angeli e la chiesetta romanica di Santa Croce (cheja de Santa Rughe, in sardo).
Nei dintorni si trovano la chiesa di San Lussorio (cheja de Santu Lussùlzu), situato nell'interno di una grotta, e la chiesa campestre seicentesca di Santa Maria de s'Ispidale alla (cheja de Santa Maria Ispidale), dedicata alla Madonna della Salute.

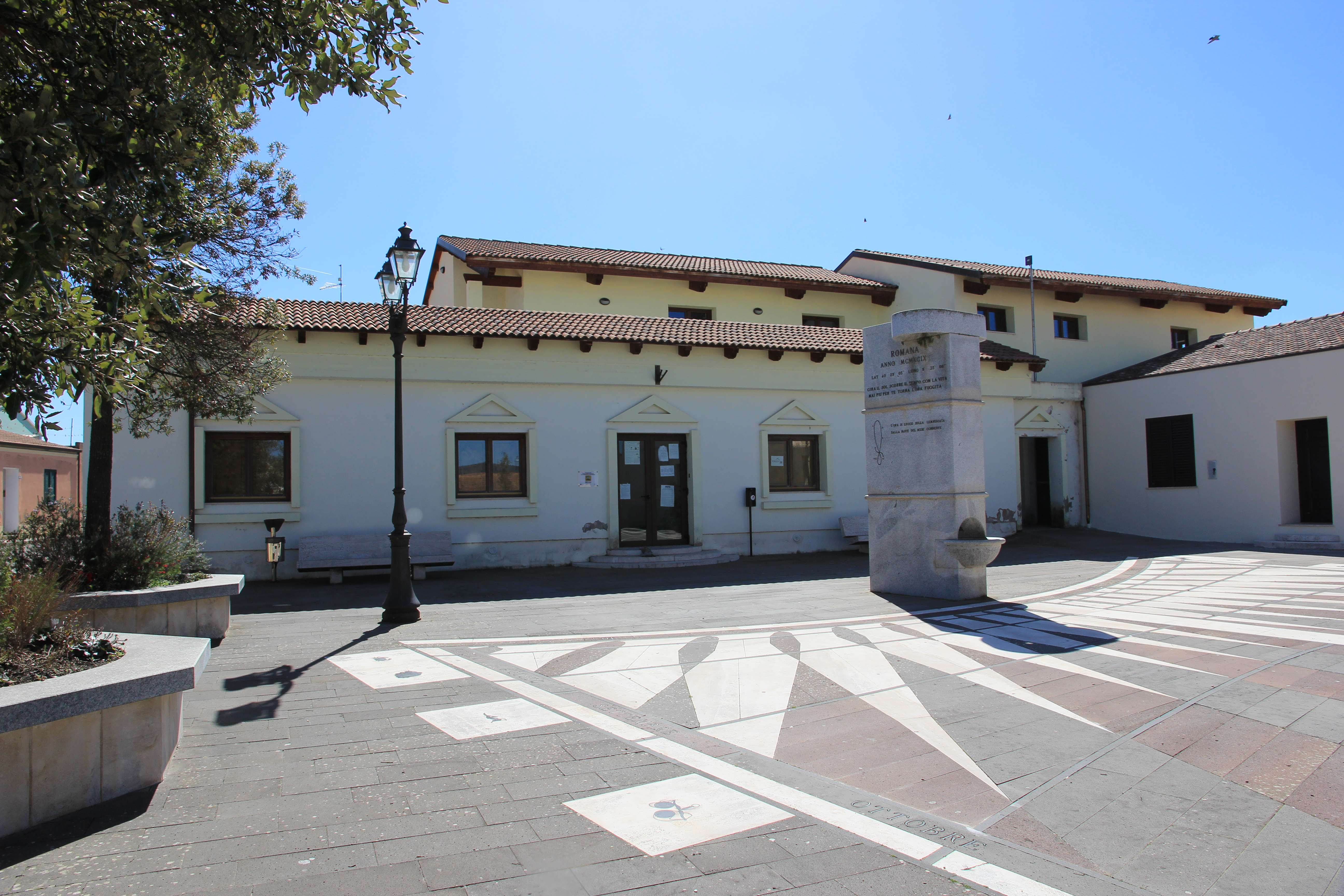
La biblioteca

### Siti archeologici
Domus De Janas di Monte Airadu, conosciuta anche come Sos Aladervos.

### Aree naturali
Il territorio comunale di Romana è ricco di sorgenti e acque; oltre al Temo c'è l'antica fonte di Abbarghente usata da tempi antichissimi (età nuragica, età romana, età punica). Nei dintorni del paese sono state ritrovate delle statue, che secondo gli studiosi, erano un voto offerto da persone affette da una malattia e guarite grazie alle proprietà benefiche delle acque.

## Società

### Evoluzione demografica
Abitanti censiti

### Etnie e minoranze straniere
Secondo i dati ISTAT al 31 dicembre 2009 la popolazione straniera residente era di 15 persone.
Le nazionalità maggiormente rappresentate in base alla loro percentuale sul totale della popolazione residente erano:

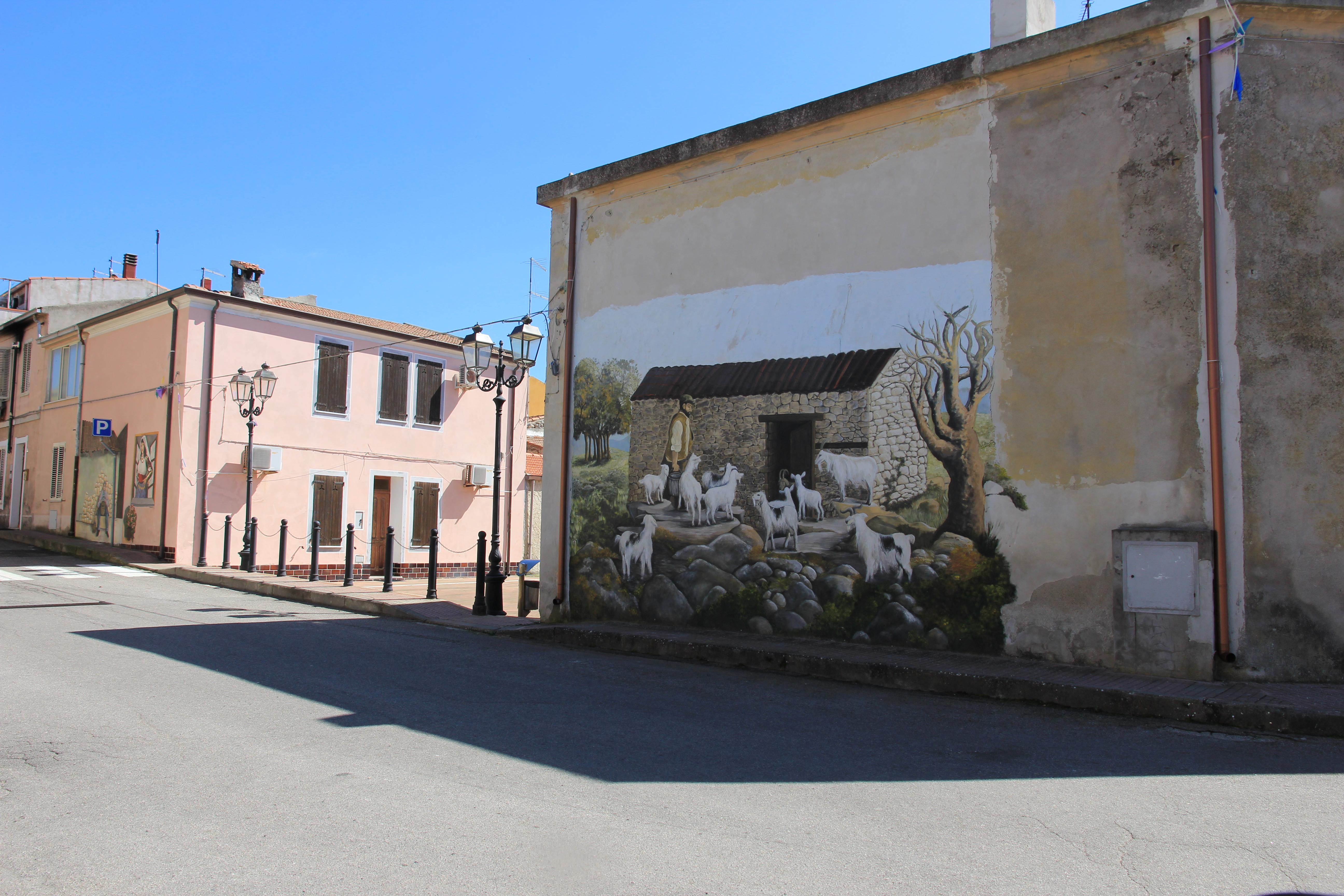
Uno dei tanti murales presenti nel paese

- Marocco 12 2,02%

### Lingue e dialetti
La variante del sardo parlata a Romana è quella logudorese settentrionale.

## Amministrazione
| Periodo         | Periodo         | Primo cittadino         | Partito                                 | Carica  | Note   |
| --------------- | --------------- | ----------------------- | --------------------------------------- | ------- | ------ |
| 23 aprile 1995  | 16 aprile 2000  | Francesco Sole          | liste civiche di centro-sinistra        | Sindaco | [ 6 ]  |
| 16 aprile 2000  | 8 maggio 2005   | Francesco Sole          | lista civica                            | Sindaco | [ 7 ]  |
| 8 maggio 2005   | 30 maggio 2010  | Serafino Giannetto Piga | lista civica                            | Sindaco | [ 8 ]  |
| 30 maggio 2010  | 31 maggio 2015  | Lucia Catte             | lista civica "Uniti per il Cambiamento" | Sindaco | [ 9 ]  |
| 31 maggio 2015  | 26 ottobre 2020 | Lucia Catte             | lista civica "Uniti per il Cambiamento" | Sindaco | [ 10 ] |
| 26 ottobre 2020 | in carica       | Lucia Catte             | Lista civica insieme per Romana         | Sindaco | [ 11 ] |